# Temporada de ciclones na região da Austrália de 2016-2017
A temporada de ciclones na região da Austrália de 2016-2017, apesar de um número muito alto de baixas tropicais, foi uma temporada ligeiramente abaixo da média em termos de atividade, com nove ciclones tropicais, três dos quais se intensificaram ainda mais em ciclones tropicais severos; embora tenha sido muito mais ativo do que na temporada anterior. A temporada foi a primeira a ter um ciclone tropical severo desde a temporada 2014–15. Foi o período do ano em que a maioria dos ciclones tropicais se forma no sul do Oceano Índico e no Oceano Pacífico entre 90°E e 160°E. A temporada decorreu oficialmente de 1 de novembro de 2016 a 30 de abril de 2017, no entanto, um ciclone tropical pode se formar a qualquer momento entre 1 de julho de 2016 e 30 de junho de 2017 e conta para o total da temporada. A primeira tempestade nomeada, Yvette, se desenvolveu em 21 de dezembro, e a última tempestade nomeada, Greg, deixou a região em 3 de maio como uma baixa remanescente. Esta temporada também foi a segunda temporada de ciclones tropicais mais cara registrada na bacia da região australiana, atrás apenas da temporada 2010-11, com um total de AUD$ 3,7 bilhões (US$ 2,82 bilhões) em danos incorridos pelas várias tempestades, principalmente do ciclone Debora.
Durante a temporada, os ciclones tropicais foram monitorados oficialmente por um dos cinco Centros de Alerta de Ciclones Tropicais (TCWCs) que operam nesta região. Três dos cinco centros eram operados pelo Australian Bureau of Meteorology (BoM) em Perth, Darwin e Brisbane, enquanto os outros dois eram operados pelo Serviço Meteorológico Nacional de Papua Nova Guiné em Port Moresby e pela Agência Indonésia de Meteorologia, Climatologia e Geofísica em Jacarta, Indonésia. O Joint Typhoon Warning Center (JTWC) dos Estados Unidos e outros serviços meteorológicos nacionais, incluindo Météo-France, também monitoraram a bacia durante a temporada.

## Previsões sazonais
| Região                                                          | Número médio | Chance de mais | Chance de menos | Atividade atual |
| --------------------------------------------------------------- | ------------ | -------------- | --------------- | --------------- |
| Inteiro                                                         | 11           | 67%            | 33%             | 9               |
| Ocidente                                                        | 7            | 59%            | 41%             | 3               |
| Norte-Oeste                                                     | 5            | 63%            | 37%             | 3               |
| Norte                                                           | 3            | 56%            | 44%             | 3               |
| Leste                                                           | 4            | 58%            | 42%             | 1               |
| Fonte: Perspectivas sazonais da BOM para os ciclones tropicais. |              |                |                 |                 |

Depois que a temporada menos ativa registrada ocorreu durante a temporada anterior, o BoM emitiu cinco perspectivas de ciclones tropicais para a região australiana em outubro de 2016. Cada uma dessas previsões foi para todo o ano do ciclone tropical entre julho de 2016 e junho de 2017, levando em consideração vários fatores, incluindo as últimas condições neutras a fracas de La Niña que foram observadas no Oceano Pacífico tropical. As perspectivas indicaram que um número acima da média de ciclones tropicais era provável para a bacia como um todo e a sub-região Noroeste. Também foi previsto que o primeiro ciclone tropical na Austrália ocorreria em dezembro de 2016. Para a região oeste entre 90°E e 125°E, o BoM previu que a área também veria atividade perto de sua média de 7, com 59% de chance de ocorrência de um número acima da média de ciclones tropicais. O TCWC Perth também observou que havia uma probabilidade de dois ciclones tropicais e uma probabilidade significativa de pelo menos um ciclone tropical severo impactar a Austrália Ocidental. Eles também observaram que o número significativo de ciclones e impactos de inundações esteve bem abaixo da média nas últimas cinco temporadas. Para a sub-região Noroeste entre 105°E e 130°E, previu-se que a atividade estaria acima da média, com 63% de chance de atividade de ciclones tropicais acima da média. O Território do Norte, que foi definido entre 125°E e 142,5°E, teve 56% de chance de uma temporada acima da média. Prevê-se que a região leste entre 142,5°E e 160°E tenha uma temporada de ciclones tropicais quase normal, com 58% de chance de atividade de ciclones tropicais acima da média.

## Resumo da temporada

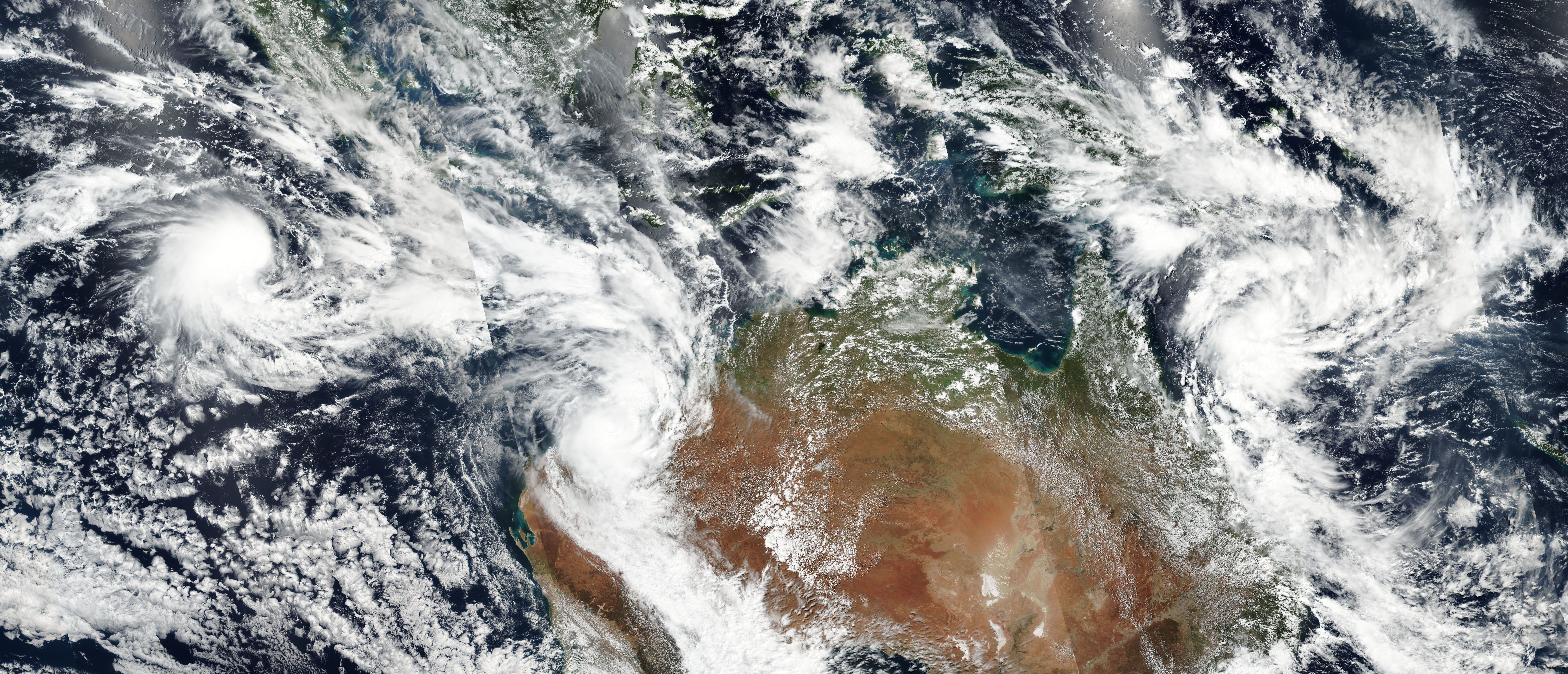
Três ciclones ativos simultaneamente no hemisfério sul, da esquerda para a direita: Caleb, 22U e baixa tropical 23U, que é o precursor do ciclone Debbie.

Apesar de uma temporada fraca com apenas 8 ciclones tropicais nomeados, o BoM monitorou um total de 30 baixas tropicais, que é a mais alta registrada em uma temporada. A temporada 2016–17 começou com um sistema tropical na Região Oeste em 23 de setembro, pouco mais de um mês antes do início oficial da temporada. Após três meses, com o desenvolvimento de algumas baixas tropicais, o primeiro ciclone tropical nomeado, Yvette, desenvolveu-se em 21 de dezembro. Cerca de quatro meses e meio depois, em 3 de maio, a temporada terminou quando o ex-ciclone tropical Greg saiu da bacia.

## Sistemas

### Baixa tropical 06U
Baixa tropical 06U foi observado pela primeira vez em 18 de dezembro, enquanto estava localizado no Mar de Arafura, cerca de 260 km a noroeste de Darwin no Território do Norte.  Nos dias seguintes, o sistema moveu-se para sudoeste e desenvolveu-se gradualmente à medida que avançava para o Mar de Timor, onde atingiu o seu pico de intensidade com ventos sustentados de 10 minutos de 55 km/h e uma pressão mínima de 995 hPa (29.4 inHg).  O sistema posteriormente atingiu a costa em Kimberley e degenerou em uma baixa monção profunda, permanecendo em movimento lento sobre o noroeste da Austrália por vários dias. A baixa subsequentemente começou a se mover para o sul em 25 de dezembro, ao absorver os remanescentes do ciclone tropical Yvette. Os remanescentes de 06U cruzaram o sul da Austrália entre 27 e 28 de dezembro, antes de serem absorvidos por outra área de baixa pressão que se aproximou de 06U do sul da Austrália Ocidental durante 30 de dezembro. Este sistema consolidou-se posteriormente na Grande Baía Australiana e moveu-se para sudeste, onde passou para o oeste da Tasmânia antes de se mudar para o Mar da Tasmânia em 31 de dezembro.

### Ciclone tropical Yvette
Uma baixa tropical se desenvolveu em 19 de dezembro dentro de uma monção de baixa pressão, cerca de 660 km ao norte-noroeste de Karratha na Austrália Ocidental e foi designado como 07U. Logo depois, o JTWC declarou o sistema como uma tempestade tropical e o designou como 02S. Em 21 de dezembro, ele havia se fortalecido em um ciclone tropical de categoria 1 na escala australiana de intensidade de ciclones tropicais, à medida que se desenvolvia uma convecção profunda persistente, e o BoM o nomeou Yvette. Permanecendo quase estacionário sob forte cisalhamento do vento, a convecção de Yvette logo enfraqueceu; simultaneamente, a tempestade começou a se mover para sudeste. Em 23 de dezembro, o BoM havia rebaixado Yvette para uma baixa tropical quando o ar seco começou a se espalhar pelo centro. Mais tarde, no mesmo dia, tanto o JTWC quanto o BoM emitiram seu boletim final sobre Yvette.

### Baixa tropical 09U
Em 3 de janeiro, o TCWC Perth começou a monitorar uma baixa tropical a noroeste da região oeste. A baixa tropical serpenteava para o sul, pois terminava em condições favoráveis. Em 9 de janeiro, o sistema foi designado como 09U. Apesar das condições atmosféricas desfavoráveis na área, 09U persistiu, seguindo lentamente para o leste até que foi observado pela última vez no início de 15 de janeiro, localizado a cerca de 900 km a leste da Ilha Christmas.

### Baixa tropical 10U
Em 7 de janeiro, uma fraca baixa tropical se desenvolveu dentro de um vale de monção de baixa pressão sobre a Península do Cabo York, antes de se mover para o Golfo de Carpentaria. Depois de finalmente se mudar para a área de responsabilidade do TCWC Perth em 9 de janeiro, a baixa foi designada como 10U, pois estava se movendo sobre a terra. Depois de se mover para o sul sobre a Austrália Ocidental, o TCWC Perth emitiu seu boletim final em 12 de janeiro.

### Baixa tropical 11U
Em 7 de janeiro, o BoM observou que uma baixa tropical havia se formado e foi chamada de 11U. Começou a se intensificar lentamente até atingir seu pico de intensidade em 1000 mbar. O pico durou pouco, pois começou a enfraquecer gradualmente e foi observado pela última vez em 8 de janeiro.

### Baixa tropical 14U
Em 23 de janeiro, uma baixa tropical se desenvolveu na área oeste do Golfo de Carpentaria. Depois de se mover para oeste-sudoeste sobre a terra, a baixa se desenvolveu gradualmente e foi designada como 14U em 26 de janeiro. No dia seguinte, o JTWC começou a emitir avisos, classificando-o como 03S por se mover sobre a água. Intensificando-se lentamente, o 14U atingiu o pico de intensidade com ventos de 85 km/h e uma pressão mínima de 988 hPa (mbar; 29,17 inHg), embora o sistema nunca tenha sido classificado como um ciclone tropical pelo BoM devido à sua assimetria. Posteriormente, o 14U moveu-se sobre águas mais frias, causando a dissipação da convecção profunda, e tanto o JTWC quanto o BoM emitiram seus avisos finais em 28 de janeiro.

### Baixa tropical 15U
Uma baixa tropical se formou na costa de Pilbara perto de Broome em 7 de fevereiro e se fortaleceu lentamente enquanto se movia para o oeste. O sistema atingiu o solo em baixa durante 8 de fevereiro perto de Karratha. O sistema caiu 210,8 mm de chuva no Aeroporto de Karratha, dando-lhe o dia mais chuvoso de fevereiro já registrado e o segundo dia mais chuvoso no geral. A baixa moveu-se progressivamente para o sudoeste sobre a região ocidental de Pilbara e Gascoyne antes de voltar para o mar entre Carnarvon e Shark Bay.

Durante a noite de 9 de fevereiro, a baixa se uniu a um vale situado no sudoeste do país, resultando em temperaturas anormalmente baixas e chuvas fortes em toda a região, com a área dentro de 100 km de uma linha de Perth a Esperance o mais atingido. A estação de metrô Perth recebeu 114,4 mm no 24 horas antes das 9:00 AWST (01:00 UTC) em 10 de fevereiro, o segundo maior total de 24 horas já registrado para a cidade e mais de dez vezes sua média mensal de 8,8 mm. As inundações generalizadas resultaram no corte do acesso a cidades como Wagin e Gnowangerup, enquanto a South Coast Highway, que cruzava o rio Phillips, foi arrastada, resultando em nenhum acesso entre Jerramungup e Ravensthorpe. O rio Avon experimentou grandes inundações em torno de Northam, resultando em evacuações. O principal sistema fluvial de Perth, o Swan, também teve alertas de inundação emitidos pela segunda vez em duas semanas. Duas pessoas foram confirmadas mortas na região de Esperance devido a dirigir em enchentes.
Apesar das origens tropicais do sistema, a espessa cobertura de nuvens sobre a área também resultou na quebra de recordes das temperaturas máximas mais frias de fevereiro. Perth atingiu uma temperatura máxima de apenas 17.4 °C (63.3 °F) em 9 de fevereiro, mais de 14 °C abaixo da média mensal, batendo seu recorde anterior de 19.0 °C (66.2 °F) estabelecido em 1914. Essas temperaturas contrastavam fortemente com os estados do leste da Austrália, que estavam passando por uma grande onda de calor durante o mesmo período.

### Ciclone tropical Alfred
Na noite de 15 de fevereiro, uma baixa tropical se formou perto de Borroloola. A baixa tropical permaneceu em movimento lento perto da costa sul do Golfo de Carpentaria por vários dias antes de se mover sobre águas abertas em 19 de fevereiro. A baixa tropical intensificou-se gradualmente enquanto se movia para o norte em direção a Groote Eylandt antes de voltar para o sudeste. O baixo se intensificou em uma categoria 1 ciclone tropical na escala australiana de intensidade de ciclones na manhã de 20 de fevereiro e foi nomeado Alfred. Alfred permaneceu um ciclone tropical de categoria 1 por quase 24 horas antes de enfraquecer abaixo da força do ciclone, pouco antes de cruzar a costa do Golfo de Carpentaria, no início da tarde de 21 de fevereiro. O sistema se dissipou no dia seguinte. Alfred foi o primeiro ciclone tropical a atingir o Território do Norte desde o ciclone Nathan em 2015.

### Ciclone tropical Blanche
No início de 2 de março, o TCWC Darwin notou uma baixa tropical em desenvolvimento no norte do Mar de Arafura, seguido prontamente pelo JTWC naquela tarde. TCWC Darwin começou a emitir avisos sobre a baixa tropical às 00:00 UTC em 4 de março. Embutido em um regime de cisalhamento de vento moderado a alto, esperava-se que o sistema seguisse para o sul ou sudoeste em um ambiente mais favorável nos dias subsequentes. Às 00:00 UTC em 5 de março, a baixa moveu-se sob um anticiclone, proporcionando excelente fluxo de saída que compensou os efeitos negativos do contínuo cisalhamento do vento. De acordo com as estimativas de intensidade do satélite, o TCWC Darwin atualizou a baixa para o ciclone tropical Blanche.
Com o aumento da convecção profunda e um centro de circulação mais consolidado, o JTWC emitiu um Alerta de Formação de ciclone tropical às 02:00 UTC em 5 de março e designou o sistema como ciclone tropical 10S logo em seguida às 15:00 UTC. Às 00:00 UTC em 6 de março, TCWC Darwin atualizou Blanche para uma categoria 2º ciclone na escala australiana de intensidade de ciclones tropicais, com ventos sustentados de 10 minutos de 95 km/h e uma pressão barométrica mínima de 988 hPa (29,18 inHg); isso marcou o pico oficial de intensidade do ciclone. O JTWC, por sua vez, avaliou um pico com ventos sustentados de 1 minuto de 95 km/h. Por volta das 03:00 UTC naquele dia, Blanche desembarcou em uma região amplamente desabitada do oeste da Austrália, a última ocorrência do primeiro ciclone tropical do país em qualquer temporada registrada. Uma vez no interior, o ciclone começou a enfraquecer à medida que sua circulação de nível médio se deslocou de sua circulação de nível baixo e o ar seco tornou-se mais prevalente. Observações terrestres indicaram que o sistema enfraqueceu abaixo da intensidade do ciclone tropical às 09:00 UTC.
Antes de se tornar um ciclone tropical, a baixa tropical precursora de Blanche levou a um recorde de 384 mm horas em 24 horas. de chuvas em Point Fawcett nas Ilhas Tiwi, superando o recorde anterior de 265,2 mm definido pelo Ciclone Carlos em 2011. Rajadas de vento fortes de até 95 km/h também foram registrados. Embora se espere que fique longe do Mar de Coral, alguns especialistas esperavam que a nebulosidade generalizada do sistema em desenvolvimento resultasse em temperaturas oceânicas mais baixas em toda a região, anulando um evento de branqueamento de corais em andamento na Grande Barreira de Corais. Passando perto, mas finalmente a oeste de Darwin, as autoridades abriram três abrigos públicos e instaram os cidadãos a se abrigar no local, pois as condições pioravam. O vertedouro da represa do rio Darwin foi coberto para evitar possíveis inundações, e funcionários adicionais foram alocados em hospitais locais. A cidade registrou chuvas substanciais de 145 mm dentro de um período de 24 horas. Em 5 de março, o Departamento de Bombeiros e Serviços de Emergência emitiu um "alerta azul" estendendo-se da fronteira entre a Austrália Ocidental e o Território do Norte até Kuri Bay em Kimberley, enquanto um "alerta amarelo" foi içado de Wyndham a Kalumburu como Blanche aproximou-se da costa da Austrália Ocidental. Após o desembarque, Channel Point foi o mais atingido, com precipitação máxima de 145 mm. Rodovias foram interditadas devido a enchentes. O Aeroporto Regional de East Kimberly registrou 45,8 mm enquanto a vizinha Wyndham documentou 38,8 mm.

### Ciclone tropical 22U
Em 21 de março, o TCWC Perth começou a monitorar e emitir alertas para uma baixa tropical em desenvolvimento no Oceano Índico, na costa de Pilbara. Por volta das 06:00 UTC do mesmo dia, o sistema foi localizado a aproximadamente 590 km norte-noroeste de Port Hedland e 600 km ao norte de Karratha, e seguia para o sudoeste a aproximadamente 7 km/h. Ao mesmo tempo, os ventos sustentados máximos de 10 minutos da baixa tropical foram estimados em 30 km/h, com rajadas de 85 km/h. Previa-se que o sistema teria uma chance moderada de atingir a força da Categoria 1 na escala australiana de intensidade de ciclones tropicais na tarde de 23 de março, antes do landfall. Por volta das 18:00 UTC de 21 de março, o Bureau of Meteorology emitiu outro mapa de previsão para Baixa tropical 22U, que previa que o sistema chegaria perto da Estação Sherlock, a meio caminho entre Whim Creek e Roebourne, na noite de 23 de março, às a intensidade prevista inicialmente da Categoria 1. A análise posterior determinou que o sistema atingiu brevemente a intensidade do ciclone tropical pouco antes de atingir a costa. O aeroporto de Port Hedland registrou um período de ventos fortes com rajadas de vento de pico de 94 km/h.

### Ciclone tropical Caleb
No início de 23 de março, uma baixa tropical em um vale de monção desenvolveu aproximadamente 240 km ao norte das Ilhas Cocos. A baixa passou a se mover na direção sudeste. Durante o dia 24 de março, ventos fortes se desenvolveram em torno do sistema e ele foi classificado como categoria 1 ciclone tropical na escala australiana de intensidade de ciclones às 06:00 UTC no mesmo dia. Caleb desenvolveu-se lentamente nas 48 horas seguintes, à medida que se dirigia para o sul. No início de 27 de março, Caleb havia enfraquecido abaixo da força do ciclone devido a uma combinação de ar seco e temperaturas mais baixas da superfície do mar.

### Ciclone tropical severo Debbie
Em 22 de março, uma área de baixa pressão fraca, mas bem definida, desenvolveu-se sobre o Mar de Coral, perto do arquipélago Louisiade de Papua Nova Guiné. No dia seguinte, o BoM classificou o sistema como uma baixa tropical. O sistema se intensificou em uma categoria 1 ciclone tropical na escala australiana de intensidade de ciclones tropicais às 00:00 UTC em 25 de março e posteriormente foi nomeada Debbie. Assumindo um curso para o sudoeste, o sistema evoluiu para um ciclone de categoria 2 às 12:00 UTC em 25 de março, e manteve essa força até a madrugada de 27 de março (hora local) devido a condições menos favoráveis à intensificação. Com o retorno das condições atmosféricas favoráveis, Debbie passou por um período de rápida intensificação, fortalecendo-se para um ciclone tropical severo de categoria 4 em 12 horas. O sistema aproximou-se da costa durante a manhã de 28 de março e, durante esse período, uma rajada de vento de 263 km/h foi registrado na Ilha Hamilton. Debbie chegou à costa de Queensland perto de Airlie Beach às 02:40 UTC em 28 de março como uma categoria forte 4 sistema. Ao mesmo tempo, a velocidade já lenta do ciclone foi reduzida para 7 km/h, fazendo com que cidades próximas fiquem sujeitas a ventos extremamente fortes por muitas horas. O sistema enfraqueceu constantemente à medida que se movia para o interior, caindo para a categoria 3 às 06:00 UTC enquanto localizado perto de Proserpine, Categoria 2 enquanto perto de Collinsville algumas horas depois, e Categoria 1 às 16:00 UTC. O sistema foi rebaixado para uma baixa tropical por volta das 17:00. UTC, e começou a acelerar enquanto fazia uma transição gradual para um curso sudeste. O ex-ciclone tropical Debbie mudou-se para o Oceano Pacífico na noite de quinta-feira, 30 de março (horário local).
O ex-ciclone tropical Debbie causou danos generalizados, especialmente devido aos totais de chuva extremamente altos, enquanto seguia pela costa de Queensland. Na região de Mackay, o sistema trouxe 635 mm de chuva para Mt Jukes em 24 horas, e 986 mm para Clarke Range em 48 horas. As chuvas torrenciais na região causaram o transbordamento do rio Pioneer e a necessidade subsequente de quase 100 pessoas serem resgatadas das enchentes no oeste de Mackay. Ao sul de Mackay, a usina de açúcar Plane Creek em Sarina registrou pelo menos 1 300 mm de chuva. Como o sistema de baixa pressão continuou a descer a costa, a região do rio Fitzroy experimentou totais de chuva de 48 horas superiores a 1 000 mm em muitos lugares. O river mais tarde atingiu um pico de 8,8 m, inundando centenas de propriedades na área de Rockhampton. O ex-ciclone tropical Debbie mudou-se para a região sudeste de Queensland na tarde de 30 de março e causou chuvas generalizadas de 150 mm e rajadas de vento de até 131 km/h. Esses totais de chuva foram acompanhados por quedas significativas superiores a 200 mm ao sul de Brisbane, no Gold Coast Hinterland e Scenic Rim. Digno de nota, Springbrook recebeu quase 900 mm de chuva, incluindo 602 mm em um período de 24 horas. Inundações severas também ocorreram nos rios Logan, Albert e Tweed, inundando Logan e partes do norte de Nova Gales do Sul, como Murwillumbah e Lismore. Como resultado do dilúvio no sudeste de Queensland, mais da metade das represas da região ficaram acima de sua capacidade. No geral, o Ex-ciclone tropical Debbie quebrou recordes de chuva em 62 estações meteorológicas em Queensland.
Ao longo de sua vida, o ciclone tropical severo Debbie ceifou a vida de 14 pessoas em Queensland e Nova Gales do Sul. A maioria dessas fatalidades resultou do sistema remanescente de baixa pressão, e não do próprio ciclone. As perdas econômicas totais do ciclone atingiram A $ 3,5 bilhões (US$ 2,67 bilhões de dólares). Esse valor superou a previsão inicial de A$ 2 bilhões (US$ 1,55 bilhão), que incorporou uma estimativa de US$ 1,5 perda de bilhões nas exportações de carvão, US$ 270 milhões em danos a plantações como a cana-de-açúcar, um prejuízo de US$ 120 a US$ 280 milhões de impacto no turismo na região de Whitsunday e danos físicos à propriedade pública e privada. No total, mais de 72.000 pedidos de assistência foram feitos após o ciclone, o que é mais do que o feito após o severo ciclone tropical Yasi em 2011. Como resultado dos impactos generalizados e devastadores do ciclone tropical severo Debbie, o Bureau of Meteorology retirou oficialmente o nome Debbie de sua lista de nomes.

### Ciclone tropical severo Ernie
Na manhã de 5 de abril, horário local, o Bureau of Meteorology começou a monitorar uma baixa tropical em desenvolvimento localizada no Oceano Índico, aproximadamente 710 km a leste da Ilha Christmas. O sistema seguiu para sudoeste ao longo do dia, antes de adotar um curso para sul-sudoeste durante a noite. Na manhã de 6 de abril, hora local, fortes vendavais se desenvolveram no lado oeste do sistema, no entanto, ainda foi classificado como uma baixa tropical, pois os ventos não ultrapassaram a metade da tempestade.
A intensificação constante continuou e a tempestade foi elevada à categoria 1 na escala australiana de intensidade de ciclones tropicais às 12:00 UTC no mesmo dia. O ciclone recebeu o nome de Ernie - o sétimo ciclone e a sexta tempestade nomeada da temporada. Isso marcou o início de um período de intensificação explosiva que durou cerca de 24-30 horas, com Ernie sendo promovido a categoria 5 ciclone tropical severo no final deste período (12:00 UTC em 7 de abril), com ventos sustentados de 205 km/h, com rajadas de 285 km/h. Auxiliado por condições ambientais favoráveis, incluindo temperaturas da superfície do mar de 29–30 °C, o ciclone manteve sua intensidde de categoria 5 para mais de 12 horas. Ernie continuou a se intensificar gradualmente durante este tempo, atingindo o pico com ventos sustentados de 10 minutos de 220 km/h, rajadas para 315 km/h e uma pressão barométrica central de 922 hPa (27,23 inHg ).
À medida que o sistema se voltou para oeste-sudoeste, encontrou aumento do cisalhamento do vento, ar mais seco e temperaturas mais baixas da superfície do mar, e começou a enfraquecer. A tempestade foi rebaixada para categoria 3 status às 12:00 UTC em 8 de abril, mas começou a se intensificar ligeiramente na manhã de 9 de abril, horário local. Esse fortalecimento renovado foi breve, entretanto, pois Ernie começou a enfraquecer novamente na tarde do mesmo dia. O ciclone foi rebaixado abaixo do status de ciclone tropical severo às 12:00 UTC em 9 de abril e depois para o status de  categoria 1 até às 00:00 UTC no dia seguinte. Ernie enfraqueceu abaixo da intensidade do ciclone às 06:00 UTC em 10 de abril, no entanto, os vendavais persistiram no lado sul do sistema por várias horas devido ao gradiente de pressão acentuado causado por uma crista de alta pressão ao sul. O ex-ciclone tropical Ernie continuou a seguir para oeste-sudoeste até que os restos do sistema se dissiparam três dias depois.
Ao longo de sua vida, o ciclone tropical severo Ernie permaneceu sobre o Oceano Índico, bem a noroeste da Austrália Ocidental e a leste da Ilha Christmas e das Ilhas Cocos (Keeling). Como consequência, o ciclone não teve nenhum impacto em terra, apesar de seus ventos extremamente fortes.

### Baixa tropical 27U
A baixa tropical 27U originou-se como uma área de baixa pressão em movimento lento em um vale de monção ativo no leste do Mar de Arafura, na costa oeste da Nova Guiné, em 6 de abril. Ele inicialmente seguiu para o oeste-sudoeste enquanto se intensificava gradualmente antes de adotar um curso geral para o sul. O TCWC Darwin começou a emitir alertas de ciclones tropicais e mapas de previsão para a baixa tropical, e inicialmente previu que o sistema atingiria a intensidade da categoria 2 na escala australiana de intensidade de ciclones tropicais até 12 de abril. Às 03:00 UTC de 10 de abril, o sistema de baixa pressão foi localizado a aproximadamente 415 km ao largo de Darwin, e seguia para o sul a aproximadamente 9 km/h. Apesar da previsão de intensificação do Baixa tropical 27U, uma combinação de fatores como a interação da terra com o noroeste do Top End e o deslocamento dos centros de circulação de nível inferior e superior do sistema devido ao alto cisalhamento vertical do vento limitou significativamente o desenvolvimento, e finalmente começou a degradar o sistema. Consequentemente, a baixa tropical nunca atingiu a intensidade do ciclone, atingindo o pico com ventos sustentados de 10 minutos de 55 km/h e uma pressão central de 998 hPa. O Bureau of Meteorology emitiu seu alerta final sobre o sistema na tarde de 12 de abril, que, coincidentemente, era o horário originalmente previsto para se tornar um ciclone de categoria 2. O sistema persistiu como uma baixa tropical enquanto seguia para oeste-sudoeste através do Mar de Timor e no Oceano Índico, passando muito perto da costa de Kimberley no processo.

### Ciclone tropical severo Frances
Na manhã de 21 de abril, o BOM começou a rastrear uma baixa tropical que se formou cerca de 200 km a oeste de Port Moresby. A baixa passou a se mover para o oeste nas partes do sul de Papua Nova Guiné durante 22 de abril antes de emergir sobre o nordeste do Mar de Arafura, 500 km ao norte de Nhulunbuy durante 23 de abril. A baixa tropical se fortaleceu lentamente enquanto se movia para o oeste através do Mar de Arafura. A baixa passou ao sul das Ilhas Aru durante os dias 24 e 25 de abril.
Durante a noite de 26 de abril, a baixa começou a se mover na direção sudoeste, passando por um período de rápida intensificação. A baixa continuou a se fortalecer durante o dia 27 de abril, atingindo a categoria 1 na escala australiana de intensidade de ciclones tropicais por volta das 4:00 ACST no final da tarde, por volta de 300 km a noroeste de Darwin, sendo nomeado Frances no processo. Frances continuou a mover-se na direção sudoeste sobre o Mar de Timor, continuando a intensificar-se rapidamente. Frances alcançou a categoria 3 forte ciclone tropical na tarde de 28 de abril, apenas 24 horas após atingir a intensidade do ciclone tropical. Frances manteve a força de categoria 3 até a manhã de 29 de abril, onde enfraqueceu rapidamente devido às condições atmosféricas cada vez mais desfavoráveis, tornando-se uma baixa tropical na manhã de 30 de abril.

### Ciclone tropical Greg
Durante o dia 29 de abril, Baixa tropical 30U desenvolveu cerca de 755 km a nordeste das Ilhas Cocos, dentro de uma área de temperatura quente da superfície do mar e baixo cisalhamento vertical do vento. A baixa tinha uma circulação compacta e bem definida, com a convecção atmosférica envolvendo-a à medida que se movia para o sul. O sistema foi então classificado como um ciclone tropical de categoria 1 e nomeado Greg pelo BoM durante 30 de abril, quando atingiu o pico com velocidades de vento sustentadas de 10 minutos de 65 km/h. Durante aquele dia, o sistema virou para o oeste e enfraqueceu abaixo da intensidade do ciclone tropical em uma baixa remanescente durante 1º de maio. Nos dias seguintes, os remanescentes de Greg foram rastreados, enquanto se moviam para o oeste saindo da região australiana, antes de se dissiparem em 4 de maio.

### Outros sistemas
Antes da temporada que começa em 1º de novembro, o Bureau of Meteorology monitorou duas baixas tropicais fracas que se desenvolveram no Oceano Índico central. O primeiro observou que se desenvolveu dentro de um vale de monção a noroeste da Ilha Christmas durante 23 de setembro, mas não se esperava que se desenvolvesse mais à medida que se movia para o sul em direção ao território australiano. A segunda baixa foi observada pela primeira vez em 11 de outubro, enquanto estava localizada a cerca de 185 km a noroeste da Ilha Christmas. Nos dias seguintes, o sistema moveu-se para sudoeste enquanto seu centro de circulação de baixo nível se consolidava gradualmente, com a chance do sistema de se tornar um ciclone tropical de curta duração melhorando em 13 de outubro.  No entanto, durante o dia seguinte, as chances de o sistema se transformar em um ciclone tropical diminuíram, já que uma quantidade moderada a alta de cisalhamento vertical do vento afetou a baixa.  O sistema foi posteriormente monitorado nos dias seguintes antes de serem observados pela última vez em 19 de outubro, depois de terem se mudado para o sudoeste do Oceano Índico.
Em 9 de novembro, o TCWC Perth começou a monitorar outra baixa tropical. Em 11 de novembro, o JTWC classificou-o com uma chance "baixa" de desenvolver um ciclone tropical com convecção espalhada envolvendo seu centro, pois estava localizado a cerca de 620 km a noroeste das Ilhas Cocos (Keeling). O TCWC Perth também afirmou que tinha chance de se tornar um ciclone tropical. Depois de entrar em ambientes desfavoráveis, como alto cisalhamento, o TCWC Perth emitiu seu boletim final em 15 de novembro.
Em 25 de novembro, o TCWC Perth começou a monitorar uma baixa tropical fraca a sudoeste de Lampung.
Uma fraca baixa tropical se desenvolveu ao sul de Bali em 4 de dezembro, embora devido a condições desfavoráveis o sistema logo se enfraqueceu para uma área de baixa pressão. O sistema foi anotado pela última vez em 17 de dezembro.
Em 3 de janeiro, uma baixa tropical foi localizada no interior da Austrália, a sudoeste do Top End. O sistema teve uma chance "moderada" de se fortalecer em um ciclone tropical durante o dia seguinte, no entanto, o sistema permaneceu sobre a terra enquanto se movia para o sudoeste e não se desenvolveu mais. O TCWC Perth continuou monitorando o sistema até 7 de janeiro, quando a baixa tropical foi localizada na fronteira de East Pilbara e North Interior.
Em 18 de janeiro, uma baixa tropical persistiu no extremo noroeste do Oceano Índico até ser observada pela última vez no dia seguinte.
Semelhante ao sistema anterior, outra baixa tropical persistiu no extremo noroeste da Região Oeste em 21 de janeiro. A baixa não se intensificou e dissipou-se a sul da ilha de Sumatra a 25 de janeiro.
Baixa tropical 18U desenvolveu-se em 16 de fevereiro na costa oeste de Kimberley. Durante o dia seguinte, a baixa surgiu em águas abertas perto da costa de Pilbara. O sistema se moveu na direção oeste até que foi observado pela última vez em 22 de fevereiro.

## Nomes das tempestades
Durante a temporada, um total de oito ciclones tropicais receberam um nome do BoM, seja por TCWC Perth, Darwin ou Brisbane ; os nomes estão listados abaixo. Isso foi feito quando se julgou que o sistema em questão tinha velocidades de vento sustentadas de 10 minutos de 65 km/h que se estendia pelo menos até a metade do sistema. Houve apenas uma lista da qual o Bureau of Meteorology atribuiu nomes a ciclones tropicais desde a temporada 2008-09. Os ciclones nomeados pelo TCWC Jakarta e Port Moresby são raros, com os últimos ciclones nomeados ocorrendo durante 2014 e 2007, respectivamente.
Como consequência dos impactos devastadores do ciclone tropical severo Debbie em março, o Bureau de Meteorologia retirou oficialmente o nome Debbie da lista de nomes.
| - Yvette - Alfred - Blanche - Caleb - Debbie | - Ernie - Frances - Greg - Hilda (sem usar) - Irving (sem usar) |

## Efeitos da temporada
Esta é uma tabela de todas as tempestades que se formaram na temporada de ciclones da região australiana de 2016–17. Inclui sua duração, nomes, desembarques, indicados entre parênteses, danos e totais de mortes. As mortes entre parênteses são adicionais e indiretas (um exemplo de morte indireta seria um acidente de trânsito), mas ainda estavam relacionadas àquela tempestade. Danos e mortes incluem totais enquanto a tempestade era extratropical, uma onda ou uma baixa, e todos os valores de danos estão em AUD e USD de 2016.
| Nome                | Datas ativo            | Classificação máxima                   | Velocidade de vento sustentados | Pressão               | Áreas afetadas                                                      | Danos (USD)    | Fatalidades    | Refs   |        |
| ------------------- | ---------------------- | -------------------------------------- | ------------------------------- | --------------------- | ------------------------------------------------------------------- | -------------- | -------------- | ------ | ------ |
| 01U                 | 23–29 setembro         | Baixa tropical                         | Não definido                    | Não definido          | Nenhum                                                              | Nenhum         | Nenhum         |        |        |
| 02U                 | 12–18 outubro          | Baixa tropical                         | Não definido                    | 1,004 hPa (29.6 inHg) | Nenhum                                                              | Nenhum         | Nenhum         |        |        |
| 03U                 | 9–15 novembro          | Baixa tropical                         | Não definido                    | 1,005 hPa (29.7 inHg) | Nenhum                                                              | Nenhum         | Nenhum         |        |        |
| 03F                 | 27–28 novembro         | Baixa tropical                         | Não definido                    | Não definido          | Ilhas Salomão                                                       | Nenhum         | Nenhum         |        |        |
| 04U                 | 4–6 dezembro           | Baixa tropical                         | Não definido                    | Não definido          | Nenhum                                                              | Nenhum         | Nenhum         |        |        |
| 05U                 | 9–17 dezembro          | Baixa tropical                         | Não definido                    | Não definido          | Nenhum                                                              | Nenhum         | Nenhum         |        |        |
| 06U                 | 18–23 dezembro         | Baixa tropical                         | 55 km/h (35 mph)                | 994 hPa (29.4 inHg)   | Austrália Ocidental                                                 | Nenhum         | Nenhum         |        |        |
| Yvette              | 18–25 dezembro         | Ciclone tropical categoria 1           | 85 km/h (50 mph)                | 987 hPa (29.1 inHg)   | Austrália Ocidental                                                 | Nenhum         | Nenhum         |        |        |
| 08U                 | 3–7 janeiro            | Baixa tropical                         | Não definido                    | 994 hPa (29.4 inHg)   | Território do Norte, Austrália Ocidental                            | Nenhum         | Nenhum         | Nenhum |        |
| 09U                 | 3–15 janeiro           | Baixa tropical                         | Não definido                    | 1,003 hPa (29.6 inHg) | Ilhas Cocos (Keeling), Ilha Christmas                               | Nenhum         | Nenhum         | Nenhum |        |
| 10U                 | 7–12 janeiro           | Baixa tropical                         | Não definido                    | 1,001 hPa (29.6 inHg) | Território do Norte                                                 | Nenhum         | Nenhum         | Nenhum |        |
| 11U                 | 7–8 janeiro            | Baixa tropical                         | Não definido                    | 1,000 hPa (30 inHg)   | Queensland                                                          | Nenhum         | Nenhum         | Nenhum |        |
| 12U                 | 18–19 janeiro          | Baixa tropical                         | Não definido                    | Não definido          | Nenhum                                                              | Nenhum         | Nenhum         | Nenhum |        |
| 13U                 | 21–25 janeiro          | Baixa tropical                         | Não definido                    | 1,009 hPa (29.8 inHg) | Nenhum                                                              | Nenhum         | Nenhum         | Nenhum |        |
| 14U                 | 23–31 janeiro          | Baixa tropical                         | 85 km/h (55 mph)                | 988 hPa (29.2 inHg)   | Território do Norte, Austrália Ocidental                            | Nenhum         | Nenhum         | Nenhum |        |
| 15U                 | 7–11 fevereiro         | Baixa tropical                         | Não definido                    | 984 hPa (29.1 inHg)   | Austrália Ocidental                                                 | $200 200 000   | $153 000 000   | 2      | [ 88 ] |
| 16U                 | 9–10 fevereiro         | Baixa tropical                         | Não definido                    | Não definido          | Nova Caledónia                                                      | Nenhum         | Nenhum         |        |        |
| 17U                 | 11–12 fevereiro        | Baixa tropical                         | Não definido                    | 1,004 hPa (29.6 inHg) | Território do Norte                                                 | Nenhum         | Nenhum         |        |        |
| 18U                 | 16–22 fevereiro        | Baixa tropical                         | Não definido                    | Não definido          | Nenhum                                                              | Nenhum         | Nenhum         |        |        |
| Alfred              | 15 – 22 Fevereiro 2017 | Ciclone tropical categoria 2           | 95 km/h (60 mph)                | 987 hPa (29.1 inHg)   | Queensland, Território do Norte                                     | Desconhecido   | Desconhecido   |        |        |
| Blanche             | 1 – 6 Março 2017       | Ciclone tropical categoria 2           | 100 km/h (65 mph)               | 984 hPa (29.1 inHg)   | Austrália Ocidental, Território do Norte                            | Menor          | Nenhum         | [ 89 ] |        |
| 21U                 | 14–18 março            | Baixa tropical                         | Não definido                    | Não definido          | Nenhum                                                              | Nenhum         | Nenhum         |        |        |
| 22U                 | 20 – 23 Março 2017     | Ciclone tropical categoria 2           | 95 km/h (60 mph)                | 985 hPa (29.1 inHg)   | Austrália Ocidental                                                 | Desconhecido   | Desconhecido   | [ 90 ] |        |
| Caleb               | 23–27 março            | Ciclone tropical categoria 1           | 85 km/h (50 mph)                | 994 hPa (29.4 inHg)   | Ilhas Cocos (Keeling)                                               | Nenhum         | Nenhum         | Nenhum |        |
| Debbie              | 23–30 março            | Ciclone tropical severo de categoria 4 | 175 km/h (110 mph)              | 949 hPa (28.0 inHg)   | Queensland, Nova Gales do Sul, Nova Zelândia                        | $3 500 000 000 | $2 670 000 000 | 14     |        |
| 25U                 | 23–26 março            | Baixa tropical                         | Não definido                    | Não definido          | Nenhum                                                              | Nenhum         | Nenhum         | Nenhum |        |
| Ernie               | 5–10 abril             | Ciclone tropical severo de categoria 5 | 220 km/h (135 mph)              | 924 hPa (27.3 inHg)   | Nenhum                                                              | Nenhum         | Nenhum         | Nenhum |        |
| 27U                 | 6–16 abril             | Baixa tropical                         | 55 km/h (35 mph)                | 998 hPa (29.5 inHg)   | Território do Norte, Austrália Ocidental                            | Nenhum         | Nenhum         | Nenhum |        |
| Frances             | 21 abril – 1 Maio      | Ciclone tropical severo de categoria 3 | 120 km/h (75 mph)               | 980 hPa (29 inHg)     | Nova Guiné, Maluku, Território do Norte, Timor, Austrália Ocidental | Nenhum         | Nenhum         | Nenhum |        |
| Greg                | 29 abril – 1 Maio 2017 | Ciclone tropical categoria 1           | 65 km/h (40 mph)                | 995 hPa (29.4 inHg)   | Nenhum                                                              | Nenhum         | Nenhum         | [ 91 ] |        |
| Totais da temporada |                        |                                        |                                 |                       |                                                                     |                |                |        |        |
| 30 sistemas         | 23 Setembro – 3 Maio   |                                        | 220 km/h (135 mph)              | 922 hPa (27.2 inHg)   |                                                                     | $2 823 000 000 | 16             |        |        |